# Johannes Afiti
Johannes Afiti was een Surinaams marronleider. Hij was de hoogste leider van de Kwinti's.

## Biografie
Johannes Afiti werd in oktober 1937 benoemd tot kapitein van Witagron. Dit was tien maanden na de dood van granman Paulus Paka. Hoewel hem de titel van hoogste gezagsdrager van de Kwinti's niet toegewezen werd, werd hij wel door zijn stam als opperhoofd gezien en fungeerde hij als de directe contactpersoon van de overheid. Tijdens een bezoek van een militaire expeditie in 1945 bleek zijn gezag toen de expeditie eerst het Kwintidorp Kaaimanston aandeed en vervolgens naar Witagron reisde om met Afiti te onderhandelen voor arbeiders. Daarna keerde de expeditie met ondersteuning van Afiti's arbeiders terug naar Kaaimanston en ging vervolgens door naar de Raleighvallen en verder stroomopwaarts.
Afiti moest uiteindelijk tot 1964 wachten alvorens bevorderd te worden tot hoofdkapitein. De titel van granman verkreeg hij niet. Vanaf het aantreden van granman Alfred Johannes Abonné bij de Matawai werden de Kwinti's onder diens gezag geplaatst. Abonés vader was een Kwinti en vanwege de goede verstandhouding met de Matawai hadden de Kwinti's vrede met deze situatie. Afiti bleef hoofdkapitein tot 1977 en werd in 1978 opgevolgd door Matheus Marcus.